# Spathiphyllum solomonense
Spathiphyllum solomonense là một loài thực vật có hoa trong họ Ráy (Araceae). Loài này được Nicolson miêu tả khoa học đầu tiên năm 1967.